# アーリーマン 〜ダグと仲間のキックオフ!〜
『アーリーマン 〜ダグと仲間のキックオフ!〜』（原題:Early Man）は2018年にイギリスで公開されたアニメ映画である。監督はニック・パーク、主演はエディ・レッドメインが務めた。

## 概略
恐竜たちが隕石の衝突で滅亡した直後、運良く難を逃れた原始人たちは隕石の残骸で遊び始めた。それは洗練されたものではなかったが、サッカーが生み出された瞬間でもあった。それから数百万年が経過した。主人公のダグは部族の仲間たちと楽しく暮らしていたが、文明の足音は着実に近付いていた。ある日、ヌース率いる都市国家の軍勢が谷に襲来し、ダグたちは為す術もなく故郷を追われることになった。仲間たちが悲嘆に暮れる中、勇敢なダグはペットのホッグノブと共に故郷へ帰還する道を模索していた。ひょんなことから、ダグはヌースがサッカー好きであることを知り、故郷をめぐってサッカーでの勝負を挑むことにした。

## キャスト
| 役名                 | 俳優                     | 日本語吹替                          |
| -------------------- | ------------------------ | ----------------------------------- |
| ダグ                 | エディ・レッドメイン     | 梶裕貴                              |
| ヌース               | トム・ヒドルストン       | 大塚芳忠                            |
| グーナ               | メイジー・ウィリアムズ   | 沢城みゆき                          |
| ボブナー族長         | ティモシー・スポール     | 佐々木梅治                          |
| 伝言バード           | ロブ・ブライドン         | 堀内賢雄                            |
| ブライアン           | ロブ・ブライドン         | 山寺宏一                            |
| フィファ女王         | ミリアム・マーゴリーズ   | 戸田恵子                            |
| ツリーボー           | リチャード・アイオアディ | 長谷川敦央                          |
| マグマ               | セリーナ・グリフィス     | 美々                                |
| アスボ               | ジョニー・ヴェガス       | 吉田勝哉                            |
| バリー               | マーク・ウィリアムズ     | 丸山壮史                            |
| グラヴェル           | ジーナ・ヤシェレ         | 森夏姫                              |
| イーマック           | サイモン・グリーナル     | 越後屋コースケ                      |
| ディノ               | ケイヴァン・ノヴァク     | 後藤哲夫                            |
| ジャージェンド       | ケイヴァン・ノヴァク     | 諏訪部順一                          |
| ホッグノブ、イノシシ | ニック・パーク           |                                     |
| その他               | N/A                      | 佐々木薫 瀧村直樹 庄司まり 藤高智大 |
|                      |                          |                                     |
| 翻訳                 | 翻訳                     | 杉田朋子                            |
| 演出                 | 演出                     | 伊達康将 木村絵理子                 |
| 制作                 | 制作                     | 東北新社                            |

## 製作
2007年6月18日、アードマン・アニメーションズはニック・パークが手掛ける新作映画を製作すると発表したが、当時、それはジョークだと思われた。2015年5月6日、スタジオカナルが『Early Man』というタイトルのアニメーション映画に出資することになったという報道があった。2016年5月9日、エディ・レッドメインが主人公の声を担当することになったと報じられた。10月19日、トム・ヒドルストンの起用が発表された。

## サウンドトラック
2018年1月26日、本作のサウンドトラックが発売された。

## 公開・マーケティング
2017年3月16日、本作のティーザー・トレイラーが公開された。9月7日には、本作のファースト・トレイラーが公開された。

## 興行収入
本作は『ブラックパンサー』や『サムソン』と同じ週に全米公開され、公開初週末に600万ドル前後を稼ぎ出すと予想されていたが、実際の数字はそれを大きく下回るものであった。2018年2月16日、本作は全米2494館で封切られ、公開初週末に319万ドルを稼ぎ出し、週末興行収入ランキング初登場7位となった。

## 評価
本作は批評家から好意的に評価されている。映画批評集積サイトのRotten Tomatoesには141件のレビューがあり、批評家支持率は82%、平均点は10点満点で6.7点となっている。サイト側による批評家の見解の要約は「『アーリーマン 〜ダグと仲間のキックオフ!〜』にはアードマン・アニメーションズの最高傑作と言えるほどの深みはない。しかし、同スタジオの作品をアニメファン御用達にした独特のビジュアルと軽快なユーモアはある。」となっている。また、Metacriticには39件のレビューがあり、加重平均値は68/100となっている。なお、本作のシネマスコアはBとなっている。